# 布恩鎮區 (北卡羅萊納州沃托加縣)
布恩鎮區（英語：Boone Township）是位於美國北卡羅萊納州沃托加縣的一個鎮區。

## 地方資料
布恩鎮區的面積為4.14平方千米，皆為陸地。根據2020年美國人口普查的數據，當地共有人口10396人，而人口密度為每平方千米2,511.11人。